# Кинематическая цепь

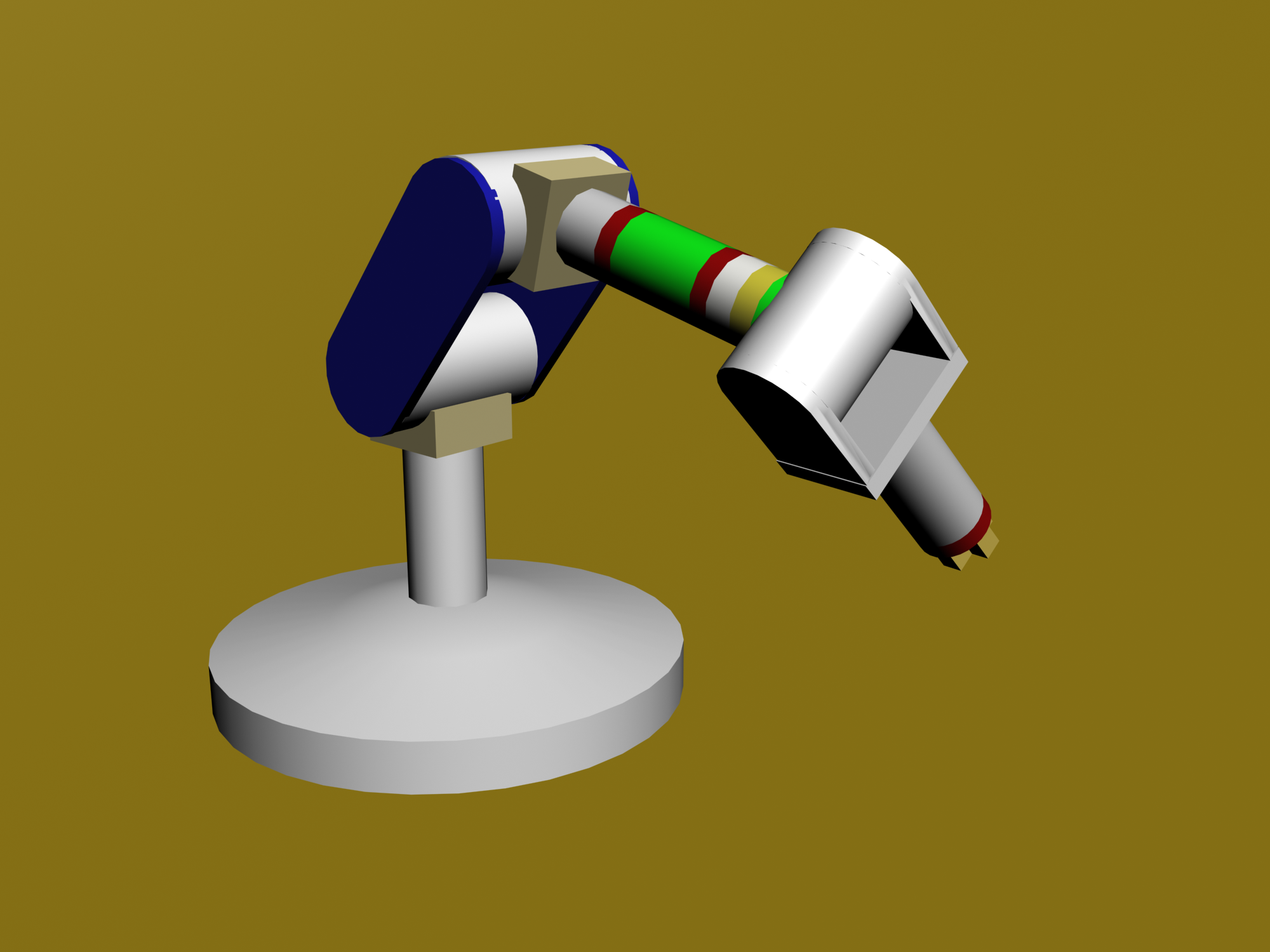
Рука робота (манипулятор), которая состоит из множества связанных и подвижный сочленений, демонстрирует пример кинематической цепи на практике.

Кинематическая цепь (англ. kinematic chain) — это связанная система объектов, образующих между собой кинематические пары.
Кинематические цепи имеют такую классификацию:
- Простые и сложные. В простой кинематической цепи каждое из её звеньев входит в состав одной или двух кинематических пар, а в сложной кинематической цепи имеются звенья, входящие в состав трех и более кинематических пар.
- Открытые и замкнутые. В открытой (незамкнутой) кинематической цепи имеются звенья, входящие в состав одной кинематической пары, а в замкнутой цепи каждое звено входит в состав 2-х и более кинематических пар.
- Плоские и пространственные. Если точки всех звеньев кинематической цепи двигаются в одной или параллельных плоскостях, то такая кинематическая цепь называется плоской, в противном случае кинематическая цепь — пространственная, так как точки её звеньев описывают плоские кривые в непараллельных плоскостях или пространственные кривые.

В терминах вычисления прямой и инверсной кинематики сложность кинематической цепи определяется следующими факторами:
- Топология: последовательная цепь, параллельный манипулятор, древовидная структура или граф.
- Геометрическая форма: как граничат соединения, пространственно связанные друг с другом?

Понятие открытых и замкнутых кинематических цепей широко используется в биомеханике и робототехнике. Например, большинство упражнений, выполняемые со штангой, представляют собой многосуставные движения в замкнутой кинематической цепи. Захват грифа штанги двумя руками создаёт замкнутую кинематическую цепь, в которой осуществление изолированного односуставного движения становится невозможным. Незамкнутая (открытая) кинематическая цепь, в отличие от замкнутой, имеет не закреплённое свободное концевое звено (кисть, стопа), в связи с чем возможно осуществление движения в каждом отдельно взятом суставе. Замкнутая кинематическая цепь ограничивает количество степеней свободы в суставах, что в свою очередь позволяет значительно уменьшить число инерционных моментов.
Незамкнутая цепь может стать замкнутой, и наоборот, например, две ноги могут замкнуть кинематическую цепь через опору в обычном положении стоя, но если одна нога оторвана от опоры – цепь будет незамкнута.

## Внешние ссылки
- 3.2. Кинематические цепи и их классификация. www.nuru.ru. Дата обращения: 3 июня 2009. Архивировано 21 марта 2012 года.
- 1 ОСНОВЫ СТРУКТУРНОГО АНАЛИЗА МЕХАНИЗМОВ 1.1 Основные понятия курса теории механизмов и машин. Дата обращения: 3 июня 2009. Архивировано 8 сентября 2013 года.